# 牽晴間

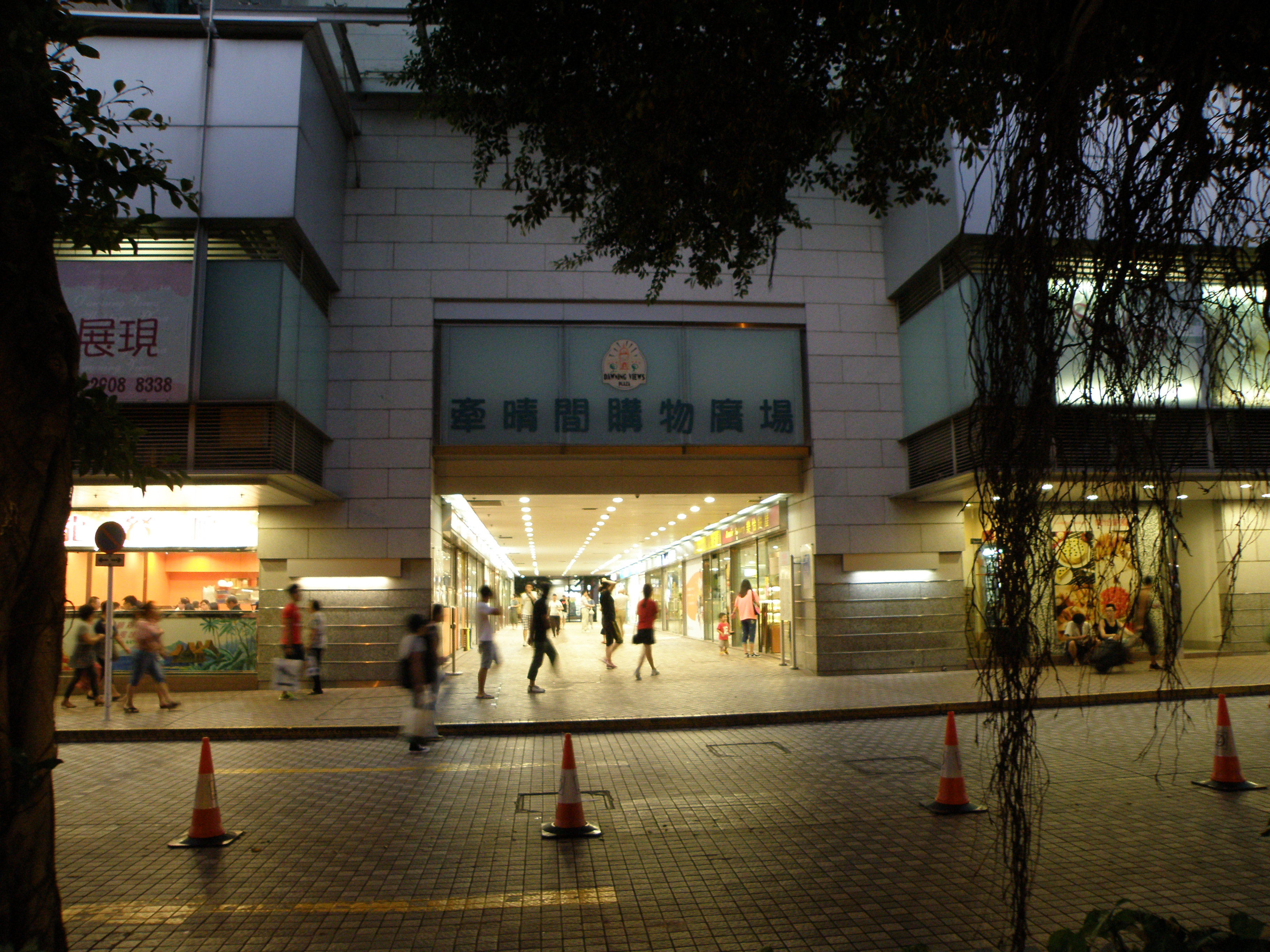
牽晴間購物廣場

牽晴間（英語：Dawning Views）位於新界粉嶺一鳴路23號，由恆基兆業地產發展，提供2,688伙住宅單位，在1999年入伙。以單位數目計算，於粉嶺區內之規模僅次於花都廣場（2,710伙）。住宅範圍的物業管理公司為富城物業管理。屋苑自設5萬呎會所及小型商場，而屋苑外亦設有巴士站及小巴站，距離港鐵粉嶺站則約10分鐘步程，途經粉嶺公路及百福田心公園。

## 歷史
牽晴間前身為田心臨時房屋區，而興建臨時房屋區前，曾經是九廣鐵路和合石支線途經的地方。

## 物業資料
屋苑分為12座，每座樓高31層。分層單位設2房及3房，由521呎至984呎。屋苑提供多個特色單位，位於3樓連平台單位、29樓連空中花園單位、30樓3房連套房加多用途房或工人套房相連單位及31樓連天台相連單位。向粉嶺公路的單位景觀較開揚，可飽覽黃崗山景致，但車聲較大。
- 2房日字廳︰521至537呎
- 2房L形廳︰531至544呎
- 2房左右廳︰582至610呎
- 3房連套房（小）︰755-788呎
- 3房連套房（大）︰868-984呎

特色單位︰
- 連平台單位（3樓）
- 連空中花園單位（29樓）
- 相連單位（30樓）
  - 3房連套房加多用途房或工人套房︰1141-1379呎
- 相連單位連天台（31樓連天台）
  - 3房連套房加多用途房或工人套房︰1141-1379呎 + 681-861呎天台

### 交樓標準
所有單位鋪砌柚木地板。
升降機採用了通力產品。

## 屋苑設施
1樓設停車場、2樓為平台花園。會所面積逾50,000平方呎，樓高三層，設施包括室外泳池、按摩浴池、桑拿浴室、體育館 (籃球、羽毛球)、影視室、卡拉OK室、遊戲室、宴會廳、壁球場、桌球室、乒乓球室、健身室、兒童遊戲室、閱讀室、自修室、電腦室及舞蹈室。
2樓平台花園設網球場、兒童遊樂場及石春徑。

## 商場
牽晴間自設小型商場，內有超級市場、便利店、餐廳、酒樓、生活連鎖店、醫務所、洗衣店、補習社、地產代理、藥房、餅店、髮型屋等店舖，商場近年新設了粉嶺南公共圖書館、匯縱專業發展中心。其中樂怡餅屋是自商場在1999年入伙至今已經經營。不過到2022年因無法與業主在租務上達成協議，到同年8月結業並搬遷。商場1樓有天橋連接碧湖花園。

## 交通
1. ↑   (PDF) https://www.ivdc.edu.hk/uploads/ivdc/news_events_pdf/The%20new%20Centre%20of%20IVDC%20(Fanling)%20opens(1).pdf.   [2022-12-31]. （原始内容存档 (PDF)于2023-07-26）. 缺少或|title=为空 (帮助)
2. ↑  . 北區交通關注組 North District Traffic Concern Group. 2022-08-04  [2022-08-08].